# مپل لیف (قایق دو دگلی)
مپل لیف (قایق دو دگلی) (به انگلیسی: Maple Leaf (schooner)) یک کشتی است که طول آن ۹۲ فوت (۲۸ متر) می‌باشد. این کشتی در سال ۱۹۰۴ ساخته شد.